# Кисельов Костянтин Нестерович
Костянтин Нестерович Кисельов (? — ?) — радянський партійний діяч, секретар Київського обласного комітету КП(б)У, член ВУЦВК.

## Життєпис
Член ВКП(б). Перебував на відповідальній партійній роботі.
З 20 грудня 1938 року — завідувач відділу пропаганди і агітації Київського обласного комітету КП(б)У.
10 червня 1939 — 1941 року — секретар Київського обласного комітету КП(б)У із пропаганди і агітації.
Подальша доля невідома.